# Melanophryniscus alipioi
Espèce
Statut de conservation UICN

 DD  : Données insuffisantes
Melanophryniscus alipioi est une espèce d'amphibiens de la famille des Bufonidae.

## Répartition
Cette espèce est endémique de l'Est de l'État du Paraná au Brésil. Elle  se rencontre à Campina Grande do Sul au-dessus de 1 400 m d'altitude dans la Serra do Capivari.

## Étymologie
Cette espèce est nommée en l'honneur d'Alípio de Miranda-Ribeiro.

## Publication originale
- (en) Langone, Segalla, Bornschein & de Sá, 2008 : A new reproductive mode in the genus Melanophryniscus Gallardo, 1961 (Anura: Bufonidae) with description of a new species from the state of Paraná, Brazil. South American Journal of Herpetology, vol. 3, no 1, p. 1-9.